# クロード・ルイ・ベルトレー
クロード・ルイ・ベルトレー（Claude Louis Berthollet、1748年12月9日 - 1822年11月6日）は、サヴォイア公国およびフランスの化学者・医師である。1804年、フランス元老院の副議長となった。

## 生涯
クロード・ルイ・ベルトレーは、1748年に当時サヴォイア公国の領土だったアヌシー近郊にあるタロワールで生まれた。
ベルトレーはアントワーヌ・ラヴォアジエやその他の化学者と共に、化学物質の命名法や名前の体系を決めた。それらは現代の化合物の名称の体系の基礎となっている。さらにベルトレーは染料や漂白剤の研究を行い（塩素を漂白に使うなど）、そしてアンモニアの組成を決定した。逆反応、ひいては化学平衡の特性を認識した初期の化学者の一人である。強力な酸化剤である塩素酸カリウム(KClO3)は、ベルトレーの塩として知られている。
フランスの化学者ジョゼフ・プルーストと定比例の法則の妥当性について長く論争したことで知られている。プルーストは化合物を構成する元素の割合はその製法に関わらず一定だとし、ベルトレーは初期状態の反応物質の比率によって変化するとした。プルーストは正確な測定によって自説が正しいことを証明したが、化学界の権威だったベルトレーがいたため定比例の法則はすぐには受け入れられなかった。それが受け入れられたのは1811年にイェンス・ベルセリウスが認めてからである。しかし、後にベルトレーが全く間違っていたわけではないことも判明している。すなわち、定比例の法則に従わない化合物も実在することがわかった。そういった不定比化合物は、彼をたたえて「ベルトライド化合物」(berthollides) と名づけられた。
1794年に理工科学校の教授になった。ジョセフ・ルイ・ゲイ＝リュサックはベルトレーの助手であった。ナポレオン・ボナパルトのエジプト遠征には科学者チームの一員として随行し、エジプト学士院の物理学・博物学部門の一員となった。 1789年に王立協会フェロー、1801年にスウェーデン王立科学アカデミーの外国人会員に選ばれた。
1822年、フランスのアルクイユで死去。